# 太東

遊戲畫面顯示標識樣式

株式会社太東（日語：株式会社タイトー），為日本史克威爾艾尼克斯控股旗下的電子遊戲企業。

## 概要

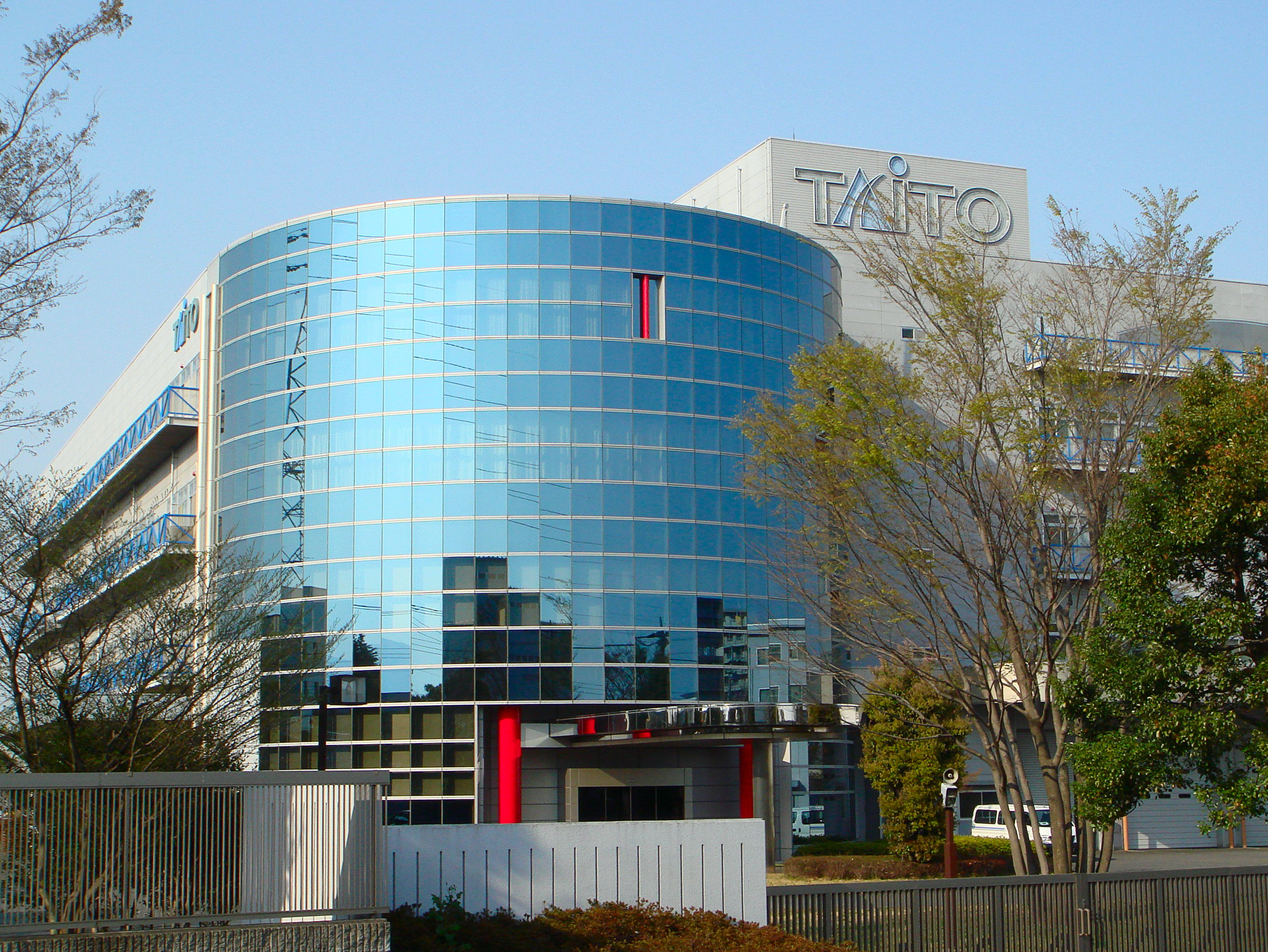
海老名開發中心

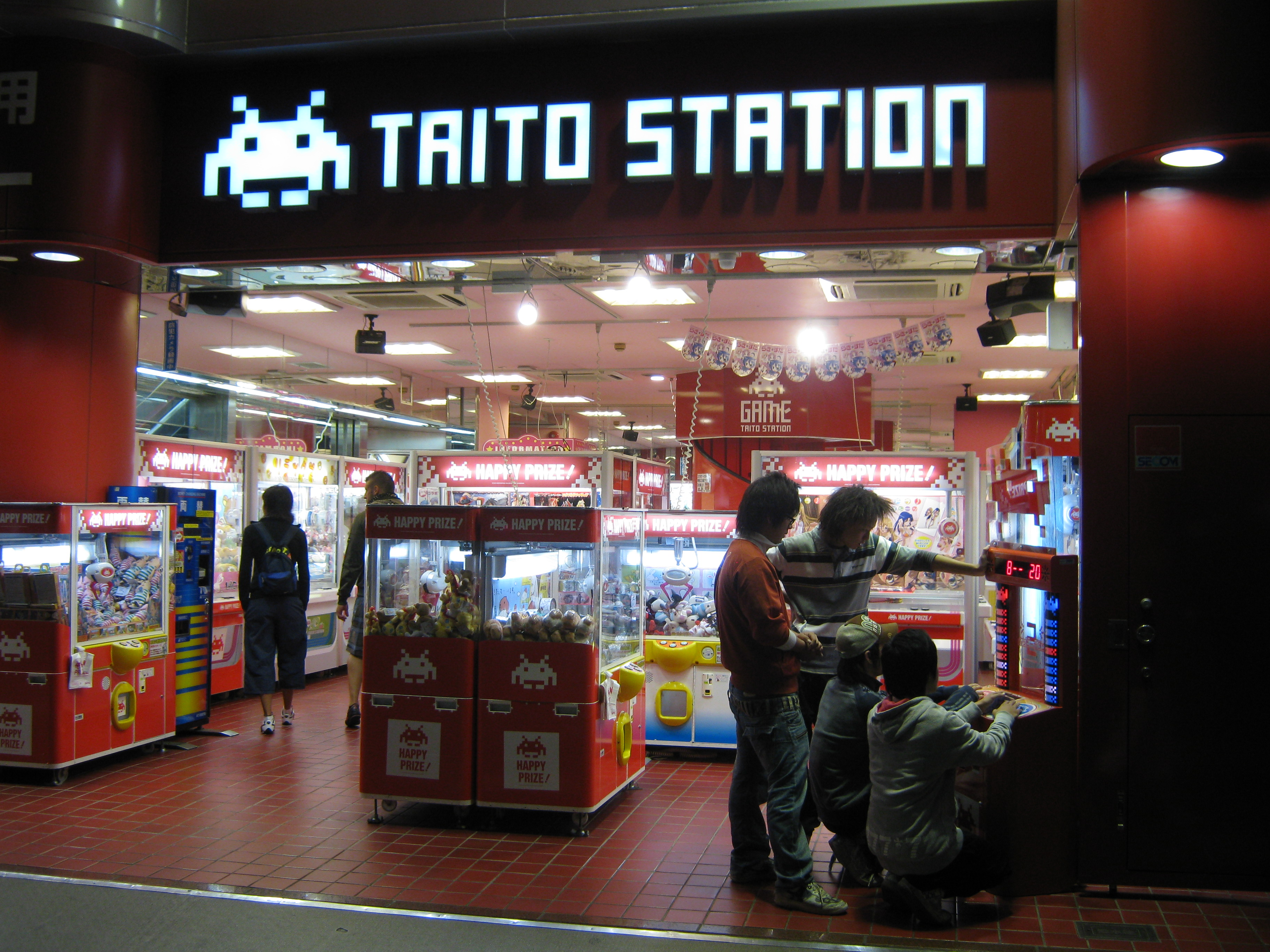
TAITO STATION遊樂場，上頭有「Crab Invader Pattern A」圖案。

成立于1953年，最初主要从事街机和紅白机等電子游戏開發和销售，現則是商業、玩具、街機等开发和销售。2005年被史克威爾艾尼克斯公司收购，成为子公司；在母公司改組控股公司後，將NDS、Wii、PSP等家用遊戲業務轉給新的史克威爾艾尼克斯公司法人。

## 沿革

太東舊版標識

- 1950年，烏克蘭裔猶太人實業家米海爾·柯剛（烏克蘭語：Михайло Коган）（英語：Michael Kogan）設立個人營業的進口公司太東洋行；「太東」指「遠東猶太人公司」。
- 1953年，重組太東貿易株式会社（Taito Trading Company）創業，此後公司成立日期以太東貿易為準。日本国内最初釀造、販售伏特加酒業務。
- 1956年，開發日本国產點唱機1号機。
- 1958年，機械式彈珠台公開，大受歡迎的商品。
- 1964年，順著東京奧運熱潮，在市場創新導入「奧林匹亞遊戲機」，為後來「柏青嫂」的雛型。
- 1965年，開發「抓物機」。
- 1972年，商号變更為現在的株式会社太東。
- 1973年，與世嘉同時代理電視遊戲街機《乓》（Pong），太東方面命名「Elepong」。
- 1978年，街機遊戲《太空侵略者》紅遍海內外，其一侵略者造型「Crab Invader Pattern A」[3]日後成為品牌角色。
- 1984年2月5日，創辨人米海爾·柯剛因心臟病於美国加州洛杉矶逝世，享年64歲。
- 1986年，京瓷投資太東並納入旗下。
- 1988年8月24日，創業35週年，採用新的企業識別（現時標誌）。
- 1992年，將企業識別註冊商標。
- 1993年1月，東證二部上市。
- 2003年9月，東證一部上市。
- 2005年9月22日，史克威爾艾尼克斯從京瓷、柯剛家族取得93.7%股份；9月28日，太東成為其子公司。
- 2006年3月31日，與同集團子公司「株式会社SQEX（日语：ゲームデザイナーズ・スタジオ）」合併，SQEX是存續法人、沿用「太東」名稱，原公司法人消滅，因此東證於3月7日除牌。[4]
- 2008年，將分散在全日本各地的遊戲廳品牌統一命名為TAITO STATION。
- 2008年3月7日，慶祝《太空侵略者》30週年，宣布採其角色作品牌行銷。[5][6]
- 2009年11月27日，史克威爾艾尼克斯控股董事会決定太東事業重整。[7]
- 2010年2月1日，太東更名株式会社太東軟體，原商號由同集團子公司「株式会社ES1」繼承[7]；3月11日，太東軟體併入同集團子公司史克威爾艾尼克斯[8]，原公司法人再度消滅。
- 2016年12月1日，資本額從15億日圓減為5000萬日圓。[9]
- 2023年12月15日，太東首次於香港開設TAITO STATION遊戲廳，亦是公司時隔11年再次在海外開店。

## 主要遊戲
- 槍戰（1975年）
- 太空侵略者（1978年）
- 电梯大战（1983年）
- 泡泡龍系列（1986年）
  - 彩虹島（1987年）
  - 雨傘星（1991年）
- 系列（1986年）
  - 太空战斗机（1986年）
  - 太空战斗机2（1989年）
  - 太空战斗机 外傳（1994年）
  - 太空战斗机G（1997年）
  - 太空战斗机 奔雷行动 另一段历史（2010年）
  - 太空战斗机 奔雷行动 另一段历史 EX（2011年）
- 快打磚塊（1986年）
- 追蹤H.Q.（1988年）
- 究極虎（1989年）
- 四狂神战记（1994年）
- 光線系列（1994年）
- Side by Side 系列（1996年）
- 超能力大戰 ～Psychic Force～系列（1996年）
- 電車GO!系列（1996年）
  - 噴射機GO!2(ジェットでGO！2)（2002年）
- 雷射風暴（1997年）
  - 雷射風暴HD版（2010年）
- 霹靂賽車系列（1999年）
  - Battle Gear（1999年）
  - Battle Gear 2（2000年）
  - Battle Gear 3（2002年）
  - Battle Gear 3 Tuned（2003年）
  - Battle Gear 4（2005年）
  - Battle Gear 4 Tuned（2006年）
- 武刃街（2003南）
- 料理妈妈（2006年）
- 逃脱大师（2006年）
- 太空侵略者EX（2008年）
- D1GP Arcade（2008年）
- 混战博物馆系列（2009年）
  - 混战博物馆（2009年）
  - 惊魂游乐园（2011年）
- GROOVE COASTER系列（2011年）
  - GROOVE COASTER（2011年）
  - GROOVE COASTERZero（2012年）
  - GROOVE COASTER Arcade（2013年）

### 太東（Taito）大型電玩遊戲基板（Arcade）
| 年份 | 基板名稱                                         | 互換基板           | 詳細規格&衍生型 |
| ---- | ------------------------------------------------ | ------------------ | --- |
|      | F1 SYSTEM（页面存档备份，存于）                  |                    | 點擊閱讀 CPU : MC68000 @ 12MHz                                                                                         |
|      | F2 SYSTEM（页面存档备份，存于）                  |                    | 點擊閱讀 CPU : MC68000 @ 12MHz                                                                                         |
|      | F3 SYSTEM（页面存档备份，存于）                  |                    | 點擊閱讀 CPU : MC68EC020 @ 16MHz                                                                                       |
|      | WOLF SYSTEM（页面存档备份，存于）                | PC架構             | 點擊閱讀 - CPU : Intel SL27J Pentium MMX @ 200 MHz                                                                     |
|      | TYPE-ZERO（页面存档备份，存于）                  |                    | 點擊閱讀 CPU: PowerPC 603e @ 100MHz                                                                                    |
|      | SEGA NAOMI GD-ROM（页面存档备份，存于）          | Sega Dreamcast     | 點擊閱讀 CPU : 128 Bit "Emotion Engine" @ 300MHz                                                                       |
|      | NAMCO SYSTEM 246（页面存档备份，存于）           | Sony PlayStation 2 | 點擊閱讀 CPU : 128 Bit "Emotion Engine" @ 300 MHz                                                                      |
|      | TYPE X（页面存档备份，存于）                     | PC架構             | 點擊閱讀 CPU : Celeron 2.5Ghz (upgradable to Pentium 4 2.8GHz)                                                         |
|      | TYPE X+（页面存档备份，存于）                    | PC架構             | 點擊閱讀 CPU : Celeron 2.5Ghz (upgradable to Pentium 4 2.8GHz)                                                         |
|      | TAITO TYPE X2（页面存档备份，存于）              | PC架構             | 點擊閱讀 CPU: Intel Core 2 Duo E6400／Pentium 4 651／Celeron D 352 (up to latest Core 2 CPUs supported by the chipset) |
|      | TYPE X2 SATELLITE TERMINAL（页面存档备份，存于） | PC架構             | 點擊閱讀 CPU: Intel Core 2 Duo E6400／Pentium 4 651／Celeron D 352 (up to latest Core 2 CPUs supported by the chipset) |
|      | TYPE X ZERO（页面存档备份，存于）                | PC架構             | 點擊閱讀 CPU: Atom230 1.6GHz                                                                                           |
|      | TYPE X3（页面存档备份，存于）                    | PC架構             | 點擊閱讀 CPU : intel Core i5 2400(3.10GHz) / Intel Core i3 2130 / Intel Core i7 2600                                   |